# Abdullah II của Jordan
Abdullah II bin Al-Hussein (tiếng Ả Rập: عبدالله الثاني بن الحسين, đã Latinh hoá: ʿAbd Allāh aṯ-ṯānī ibn al-Ḥusayn; sinh ngày 30 tháng 1 năm 1962) là đương kim Quốc vương của Jordan, lên ngôi vào ngày 7 tháng 2 năm 1999. Ông là thành viên của Triều đại Hashemite, gia đình hoàng gia trị vì Jordan kể từ năm 1921, và được coi là hậu duệ trực tiếp thế hệ thứ 41 của nhà tiên tri Hồi giáo Muhammad.
Abdullah sinh ra ở Amman, là con đầu lòng của Vua Hussein và người vợ thứ hai, Vương phi Muna Al Hussein. Là con trai cả của nhà vua, Abdullah là người thừa kế rõ ràng cho đến khi Vua Hussein chuyển giao tước vị cho chú của Abdullah là Thân vương Hassan bin Talal vào năm 1965. Abdullah bắt đầu đi học ở Amman, tiếp tục học ở nước ngoài. Ông bắt đầu sự nghiệp quân sự của mình vào năm 1980 với tư cách là sĩ quan huấn luyện trong Lực lượng Vũ trang Jordan, sau đó đảm nhận chức vụ chỉ huy Lực lượng đặc nhiệm vào năm 1994, cuối cùng trở thành thiếu tướng vào năm 1998. Năm 1993, Abdullah kết hôn với Rania Al-Yassin, người đã sinh cho ông 4 người con, gồm có: Thái tử Hussein, Vương nữ Iman, Vương nữ Salma và Vương tử Hashem. Vài tuần trước khi qua đời vào năm 1999, Vua Hussein đã chỉ định Abdullah là người thừa kế và Abdullah kế vị cha mình sau khi vua cha qua đời.
Abdullah, một vị vua lập hiến với quyền hành pháp và lập pháp rộng rãi, đã tự do hóa nền kinh tế khi ông lên ngôi, và những cải cách của ông đã dẫn đến sự bùng nổ kinh tế kéo dài cho đến năm 2008. Trong những năm tiếp theo, nền kinh tế Jordan trải qua nhiều khó khăn khi phải đối mặt với những ảnh hưởng của cuộc suy thoái kinh tế. Suy thoái lớn và sự lan tỏa từ Mùa xuân Ả Rập, bao gồm việc cắt giảm nguồn cung xăng dầu và sự sụp đổ thương mại với các nước láng giềng. Năm 2011, các cuộc biểu tình quy mô lớn đòi cải cách đã nổ ra ở thế giới Ả Rập. Nhiều cuộc biểu tình đã dẫn đến nội chiến ở các quốc gia khác, nhưng Abdullah đã nhanh chóng phản ứng trước tình trạng bất ổn trong nước bằng cách thay thế chính phủ và đưa ra các cải cách hiến pháp cũng như luật điều chỉnh các quyền tự do công cộng và bầu cử. Cơ chế đại diện theo tỷ lệ đã được đưa ra tại Quốc hội Jordan trong cuộc tổng tuyển cử năm 2016, một động thái mà ông cho rằng cuối cùng sẽ dẫn đến việc thành lập các chính phủ nghị viện. Các nhà phê bình chính phủ vẫn hoài nghi, chỉ trích những cải cách này giống như những thay đổi bề ngoài. Chúng diễn ra trong bối cảnh những thách thức chưa từng có xuất phát từ sự bất ổn trong khu vực, bao gồm làn sóng 1,4 triệu người tị nạn Syria đổ vào quốc gia thiếu tài nguyên thiên nhiên và sự nổi lên của Nhà nước Hồi giáo Iraq và Levant (ISIL).
Abdullah nổi tiếng ở trong nước và quốc tế vì duy trì sự ổn định của Jordan, đồng thời được biết đến với việc thúc đẩy đối thoại liên tôn giáo và sự hiểu biết vừa phải về Hồi giáo. Là nhà lãnh đạo Ả Rập hiện tại tại vị lâu nhất, ông được Trung tâm Nghiên cứu Chiến lược Hồi giáo Hoàng gia coi là người Hồi giáo có ảnh hưởng nhất trên thế giới vào năm 2016 và xếp thứ năm vào năm 2022 và 2023. Abdullah là người trông coi các địa điểm linh thiêng của người Hồi giáo và Thiên chúa giáo ở Jerusalem, một chức vụ được triều đại của ông nắm giữ từ năm 1924. Vụ rò rỉ Hồ sơ Pandora năm 2021 và vụ rò rỉ Credit Suisse năm 2022 tiết lộ rằng Abdullah duy trì một đế chế tài sản khổng lồ mà ông ta ngụy trang thông qua các công ty nước ngoài và các thiên đường thuế; Tòa án Hoàng gia trả lời rằng các tài khoản ở nước ngoài được sử dụng để đảm bảo quyền riêng tư và bảo mật, trong khi số tiền này là kết quả của tài sản cá nhân được thừa kế từ cha ông.

## Cuộc sống đầu đời

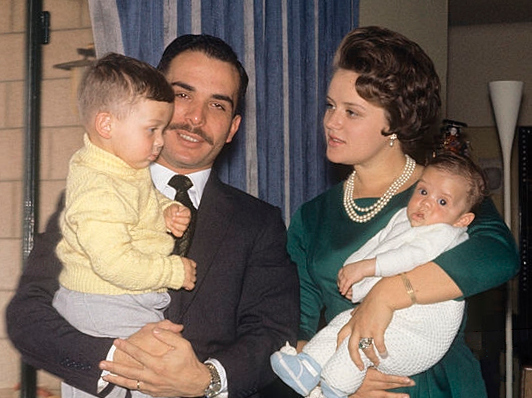
Vương tử Abdullah (2 tuổi) và Vương tử Faisal, Vua Hussein và Vương phi Muna, năm 1964

Vương tử Abdullah sinh ngày 30 tháng 1 năm 1962 tại Bệnh viện Palestine ở thủ đô Amman, là con của Hussein của Jodan và người vợ thứ hai gốc Anh của ông là Vương phi Muna Al-Hussein (tên khai sinh là Antoinette Avril Gardiner). Abdullah được đặt theo tên của ông cố nội của ông là Abdullah I, người đã sáng lập ra Vương quốc Jordan hiện đại.  Triều đại của Abdullah, Hashemite, cai trị Mecca trong hơn 700 năm—từ thế kỷ thứ X cho đến khi Nhà Saud chinh phục Mecca vào năm 1925—và cai trị Jordan từ năm 1921. Hashemite là triều đại cai trị lâu đời nhất trong thế giới Hồi giáo. Theo truyền thống gia đình, Abdullah là hậu duệ dòng dõi thế hệ thứ 41 của Fatimah, con gái của Muhammad và chồng cô, Ali, vị vua Rashidun thứ tư.
Là con trai cả của Vua Hussein nên Abdullah trở thành người thừa kế ngai vàng Jordan theo hiến pháp năm 1952. Sự bất ổn chính trị khiến Vua Hussein chỉ định một người thừa kế trưởng thành thay thế ông, chọn chú của Abdullah là Thân vương Hassan bin Talal vào năm 1965. Abdullah bắt đầu đi học vào năm 1966 tại Trường Cao đẳng Giáo dục Hồi giáo ở Amman, và tiếp tục học tại Trường St Edmund ở Vương quốc Anh. Ông học cấp hai tại Trường Eaglebrook và học trung học tại Học viện Deerfield ở Hoa Kỳ. Ông là diễn giả khai mạc lễ tốt nghiệp năm 2000 của Học viện Deerfield.
Abdullah có 4 em trai và 6 em gái: Vương nữ Alia, Vương tử Faisal, Vương nữ Aisha, Vương nữ Zein, Vương nữ Haya, Vương tử Ali, Vương tử Hamzah, Vương tử Hashem, Vương nữ Iman và Vương nữ Raiyah; bảy người trong số họ là anh chị em cùng cha khác mẹ.

## Bài viết
- Abdullah II of Jordan (2012). Our Last Best Chance: The Pursuit of Peace in a Time of Peril. Penguin Books. ISBN 978-0-14-104879-6.
- Abdullah II of Jordan, "Document Papers", Encyclopedia (bằng tiếng Anh), Official website of King (Jordan)